# Chakaten
Chakaten (o Jakaten/Chakidyn, in armeno Ճակատեն) è un comune dell'Armenia, precisamente della provincia di Syunik; nel 2010, ovvero nell'ultimo censimento, si contavano 137 abitanti.